# Trachypholis cinerea
Trachypholis cinerea es una especie de coleóptero de la familia Zopheridae.

## Distribución geográfica
Habita en Bután.